# Luca Valerio
Luca Valerio, né en 1553 à Naples, mort en 1618 à Rome, est un mathématicien italien des XVIe et XVIIe siècles. Il développe des calculs de volumes et de centres de gravité par les méthodes d'Archimède. Correspondant de Galilée, il est membre de l'Académie des Lyncéens.

## Biographie
Élevé à Corfou, le pays de sa mère, Luca Valerio entre chez les Jésuites à 17 ans en 1570 et étudie la philosophie et la théologie au Collège romain. Son maître de mathématiques est le père Christopher Clavius. En 1580 il quitte la Compagnie de Jésus avant de prononcer ses vœux définitifs et entre au service de la famille Colonna. Le cardinal Marco Antonio Colonna lui confie la supervision des études de son neveu Camillo. C'est avec Camillo qu'il se retrouve à Pise en 1584–1586 et a l'occasion de discuter de philosophie avec le jeune Galilée.
En 1591 il enseigne la rhétorique et le grec au Collège grec pontifical nouvellement ouvert. La même année, son protecteur le cardinal Colonna étant devenu directeur de la Bibliothèque vaticane, il y est nommé réviseur des manuscrits grecs et occupe ce poste jusqu'à sa mort.

### Galilée et Copernic
Valerio correspond avec Galilée de 1609 à 1616 et, en 1612, il devient membre de l'Académie des Lyncéens. Le 5 mars 1616, le cardinal Bellarmin interdit à Galilée d'enseigner l'héliocentrisme. Pris de peur, Valerio met fin à sa correspondance avec lui et, comme les Lyncéens sont solidaires de Galilée, il se retrouve isolé.

### Valerio dans la généalogie des mathématiciens
Valerio subit l'influence de Francesco Maurolico et de Federico Commandino. Evangelista Torricelli, Jean-Charles della Faille et Bonaventura Cavalieri le lisent et reconnaissent sa contribution. Il influence Paul Guldin, Grégoire de Saint-Vincent et André Tacquet.

## Publications

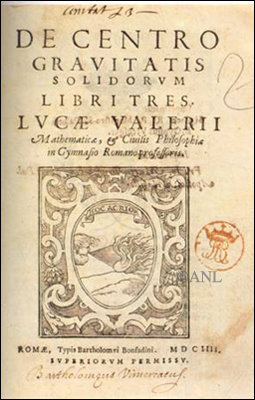
Première édition de De centro gravitatis…

- Subtilium indagationum liber primus seu quadratura circuli et aliorum curvilineorum, 1582
- « Philogeometricus Tetragonismus », dans Bollettino di storia delle scienze matematiche, II (1982), 1, p. 87–120
- De centro gravitatis solidorum libri tres, Rome, 1604Méthodes générales pour déterminer les volumes et centres de gravité de corps solides
  - En ligne, l'édition de 1661
- Quadratura parabolae per simplex falsum, Rome, 1606